# 59 Serpentis
59 Serpentis, nota anche come d Serpentis, è un sistema stellare triplo nella costellazione del Serpente. Il sistema principale è una binaria spettroscopica che consiste in una stella di tipo A e una gigante arancione, mentre la terza componente del sistema stellare è un'altra gigante arancione. Il sistema mostra variazioni irregolari in luminosità tra la magnitudine 5.17 e la magnitudine 5.2.